# Belváros-Lipótváros
Belváros-Lipótváros – dzielnica stolicy Węgier, Budapesztu. W miejskiej numeracji administracyjnej oznaczona numerem V.

## Położenie
Dzielnica Belváros-Lipótváros znajduje się w peszteńskiej części miasta, w bezpośrednim centrum Budapesztu. Od północy graiczy z dzielnicą Újlipótváros-Angyalföld, od wschodu z dzielnicami Terézváros, Erzsébetváros oraz Józsefváros, od południa z dzielnicą Ferencváros.

## Nazwa
Nazwę Belváros-Lipótváros na język polski można przetłumaczyć jako Śródmieście-miasto Leopolda.

## Historia
Dzielnica powstała w wyniku połączenia Budy, Pesztu i Óbudy w jedno miasto 1 stycznia 1873 roku.

## Osiedla
W skład dzielnicy wchodzą osiedla:
- Belváros
- Lipótváros

## Zabytki i atrakcje turystyczne
Na terenie dzielnicy znajdują się następujące zabytki i atrakcje turystyczne:
- Országház (Parlament)
- Bazylika św. Stefana w Budapeszcie
- Kościół Śródmiejski
- Kościół Serwitów
- Kościół ewangelicki przy Deák tér
- Kościół Franciszkanów
- Kościół Uniwersytecki
- Cerkiew św. Jerzego
- Pałac Károlyich - Muzeum Literatury
- Węgierska Akademia Nauk
- Sala koncertowa Vigadó
- gmach Telewizji Węgierskiej
- Pomnik Bohaterów Radzieckich
- Contra-Aquincum
- Váci utca
- Vörösmarty tér

## Komunikacja
W dzielnicy mieści się kolejowy Dworzec Zachodni.

## Galeria

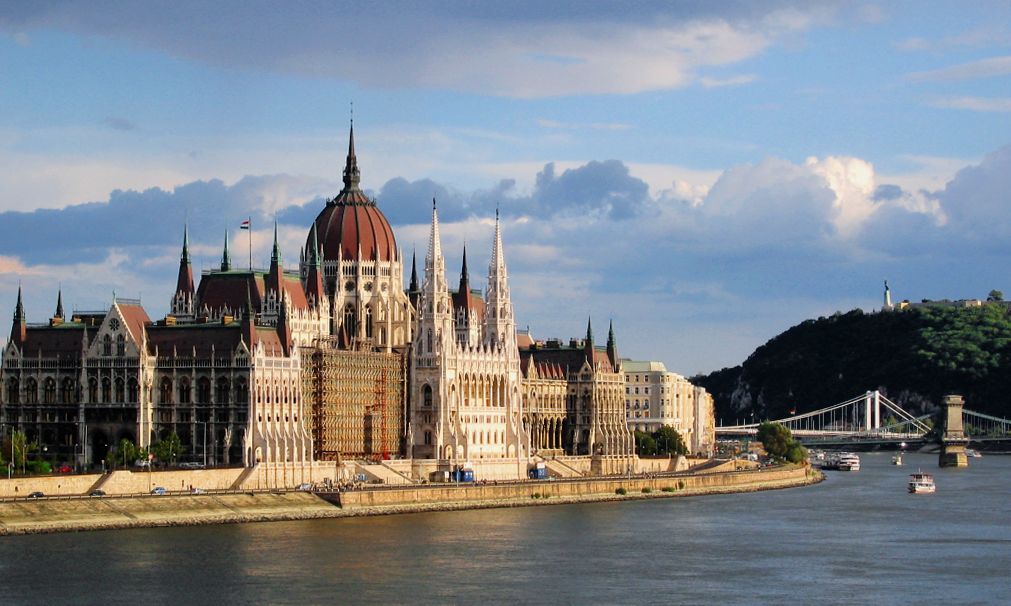
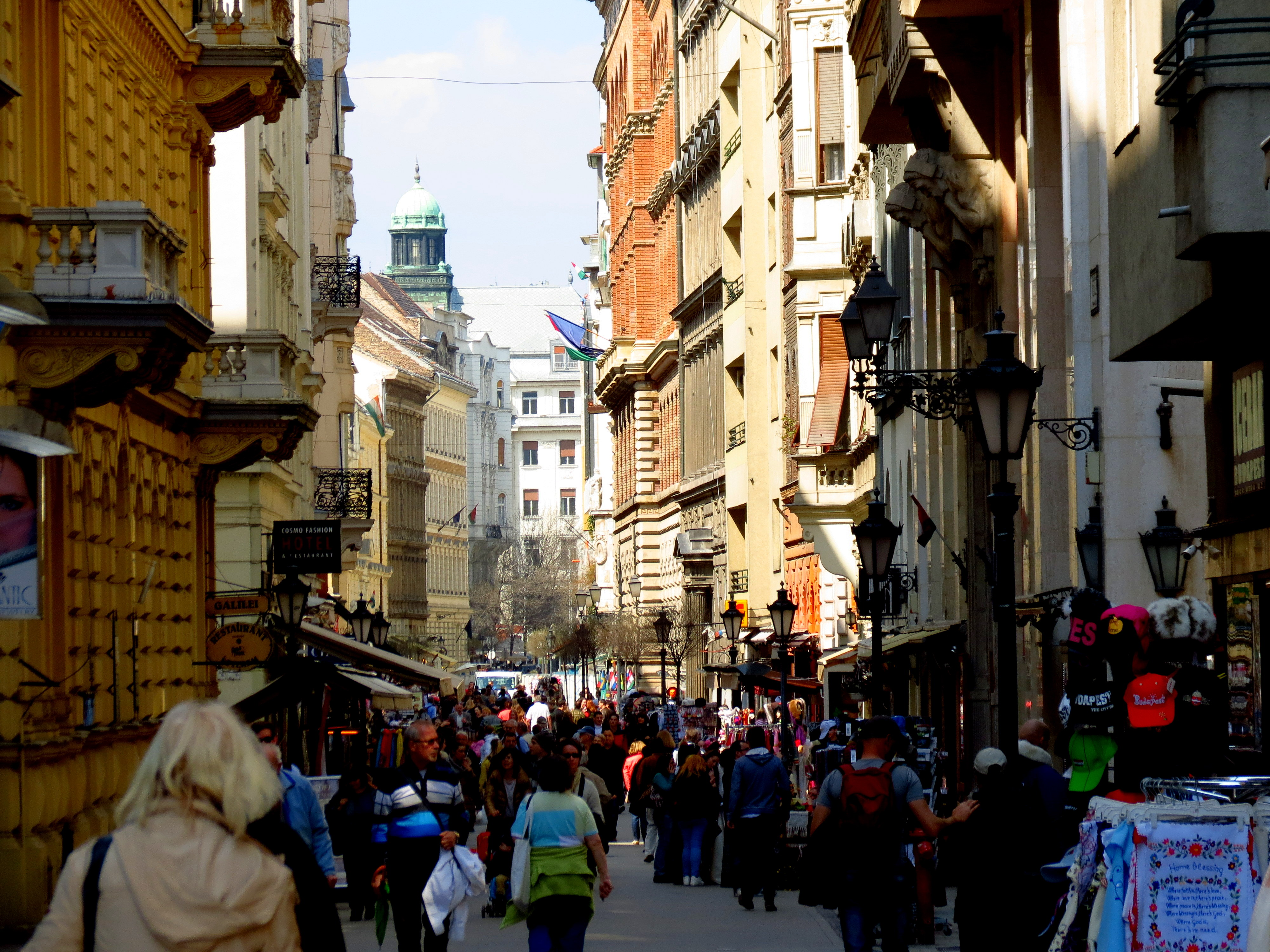
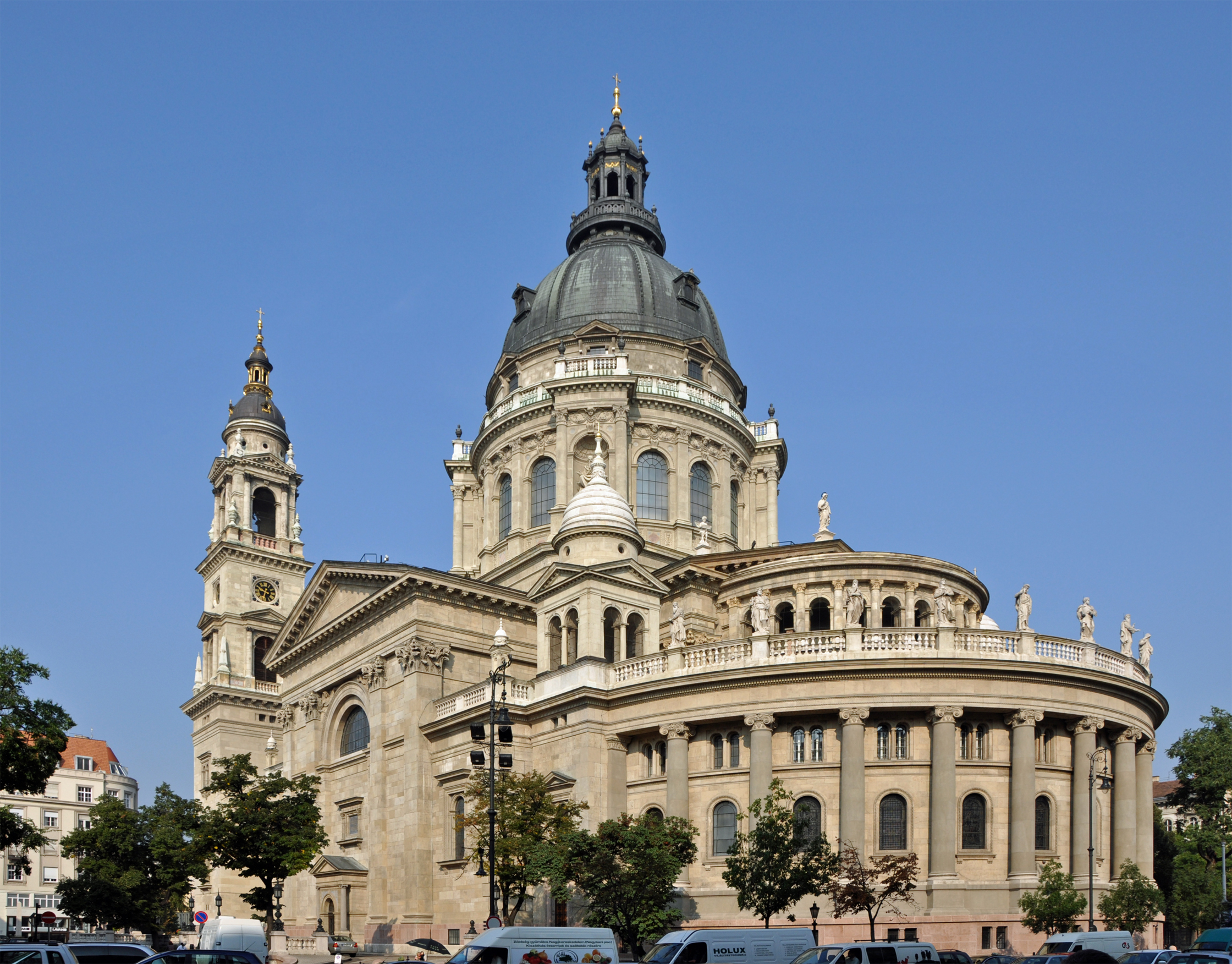
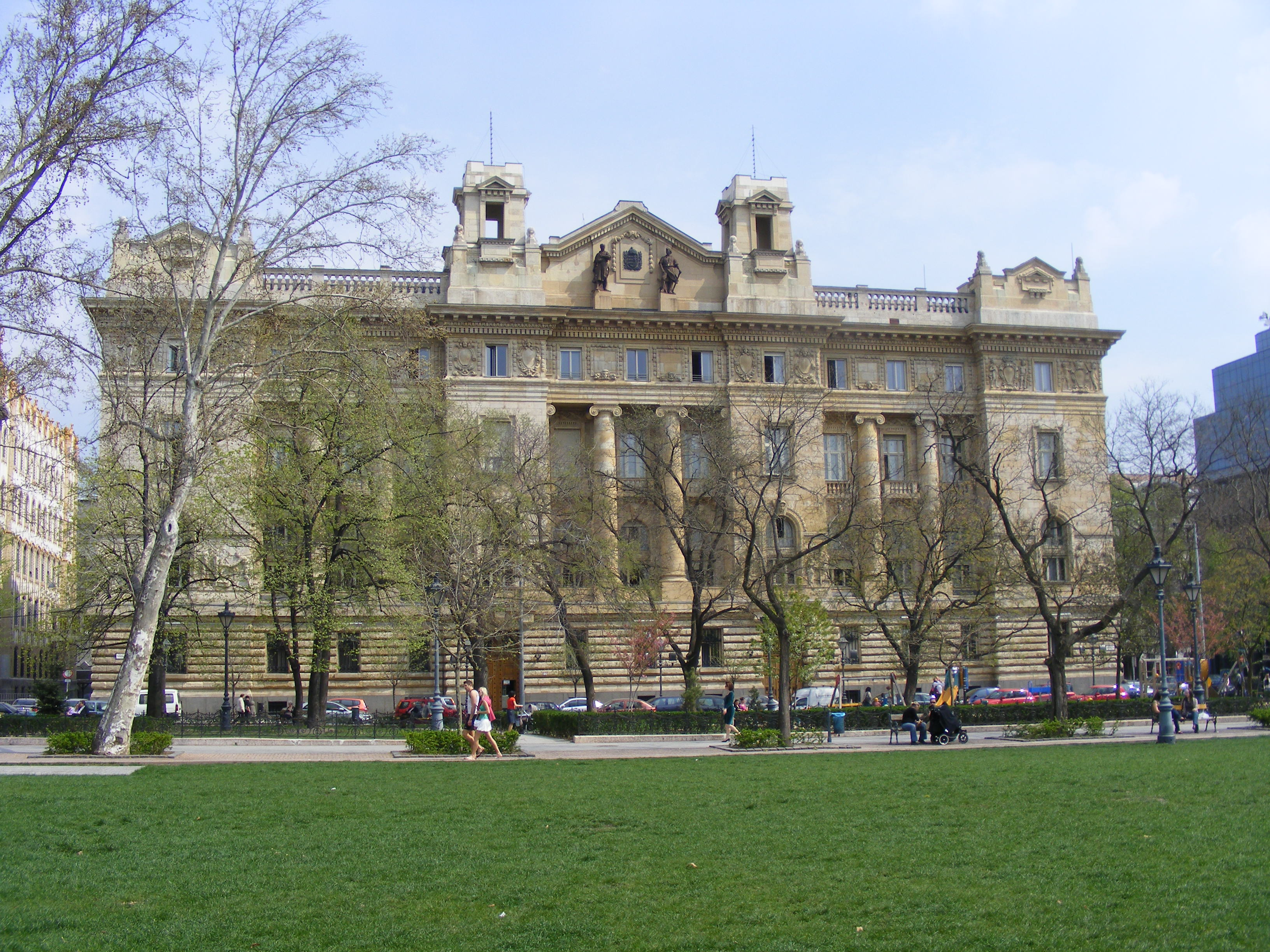
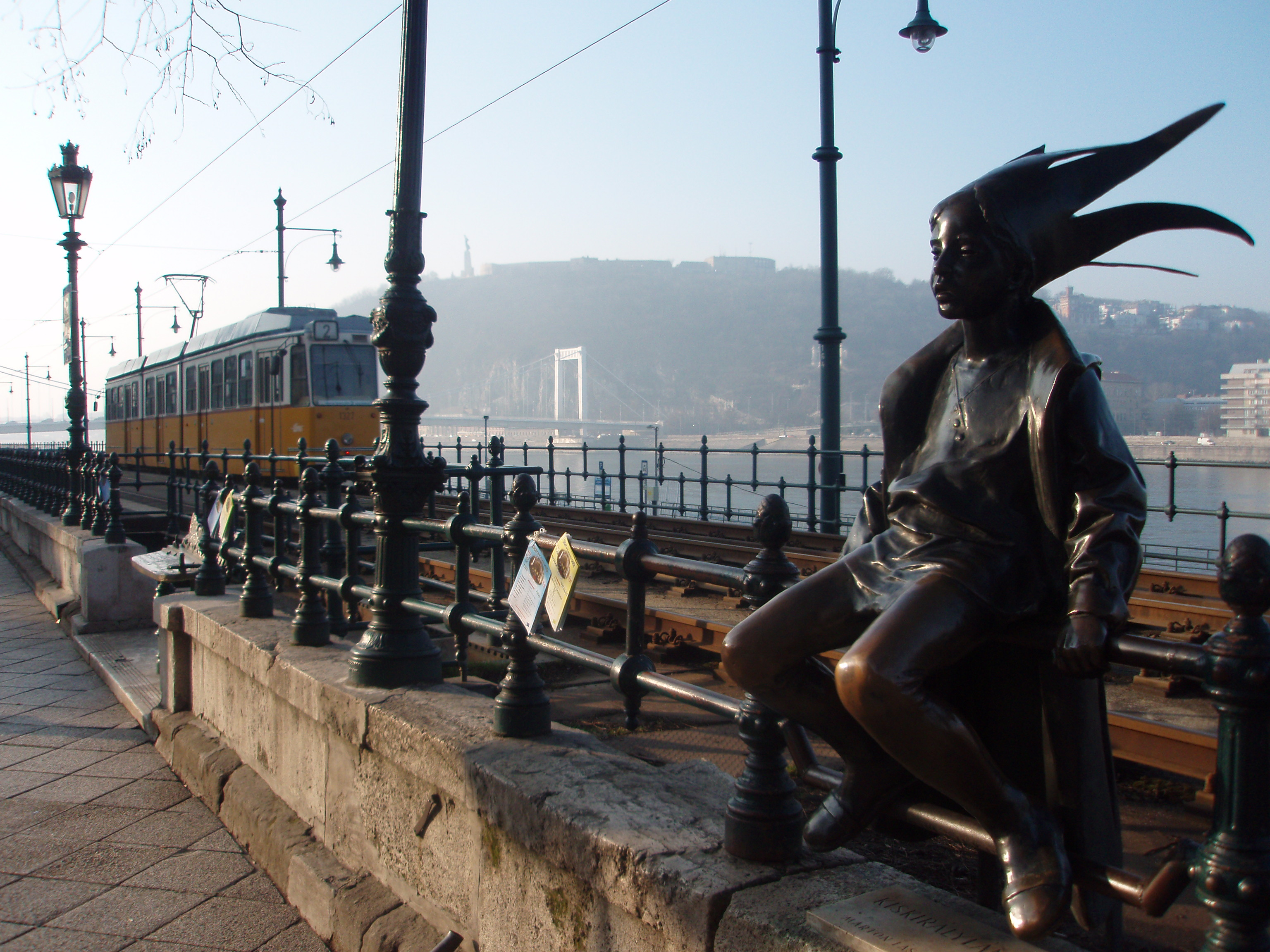